# Rom 5:12
Rom 5:12 deseti je studijski album švedskog black metal-sastava Marduk. Diskografska kuća Blooddawn Productions objavila ga je 27. travnja 2007. godine.

## O albumu
Rom 5:12 drugi je Mardukov album s pjevačem Mortuusom. Ime albuma je oznaka biblijskog stiha iz Poslanice Rimljanima:
Album je bio sniman u prosincu 2006. i siječanju 2007. godine u studiju Endraker u Norrköpingu, Švedska. 

## Popis pjesama
| 1.    | »The Levelling Dust«             | 5:11 |
| 2.    | »Cold Mouth Prayer«              | 3:28 |
| 3.    | »Imago Mortis«                   | 8:36 |
| 4.    | »Through the Belly of Damnation« | 4:19 |
| 5.    | »1651«                           | 4:54 |
| 6.    | »Limbs of Worship«               | 4:24 |
| 7.    | »Accuser / Opposer«              | 8:43 |
| 8.    | »Vanity of Vanities«             | 3:40 |
| 9.    | »Womb of Perishableness«         | 7:01 |
| 10.   | »Voices from Avignon«            | 5:08 |
| 55:24 |                                  |      |

## Zasluge
Marduk
- Mortuus – vokali, glazba (pjesme 2., 7.), omot albuma
- Evil – gitara
- Devo – bas-gitara, inženjer zvuka, mix

Dodatni glazbenici
- J. Göthberg – vokali (na pjesmi "Cold Mouth Prayer")
- A.A. Nemtheanga – vokali (na pjesmi "Accuser / Opposer")
- J. Gustafsson – bubnjevi (na pjesmama "Imago Mortis", "Accuser / Opposer" i "Womb of Perishableness")
- E. Dragutinovic – bubnjevi (na pjesmama "The Levelling Dust", "Cold Mouth Prayer", "Through the Belly of Damnation", "Limbs of Worship" Vanity of Vanities" i "Voices from Avignon")